# 03
03 è il quarto album di Son of Dave inciso nel 2008.
Nell'album ci sono una cover di Low Rider degli War e una reinterpretazione di I Just Wanna Make Love To You di Muddy Waters intitolata I Just Wanna Get High with You.

## Tracce
1. Your Mercedes (Intro) – 0:25
2. Old Times Were Good Times – 3:01
3. Nike Town – 2:55
4. Lover not a Fighter – 3:30
5. Low Rider – 3:22
6. Hellhound – 3:38
7. I'm not Your Friend Anymore – 3:34
8. Your Mercedes – 3:19
9. I Just Wanna High with You – 4:15
10. Roller Boogie – 3:56

Durata totale: 31:55